# Sempervivum iranicum
Sempervivum iranicum är en fetbladsväxtart som beskrevs av Joseph Friedrich Nicolaus Bornmüller och Gauba. Sempervivum iranicum ingår i släktet taklökar, och familjen fetbladsväxter. Inga underarter finns listade i Catalogue of Life.